# Collège électoral des États-Unis
 (novembre 2008).
Si vous disposez d'ouvrages ou d'articles de référence ou si vous connaissez des sites web de qualité traitant du thème abordé ici, merci de compléter l'article en donnant les références utiles à sa vérifiabilité et en les liant à la section « Notes et références ».

Nombre de grands électeurs alloué à chaque État des États-Unis et au District de Columbia pour les élections présidentielles de 2024 et de 2028 sur la base du recensement de 2020. Chaque État a au moins 3 grands électeurs et le nombre total de grands électeurs est de 538.

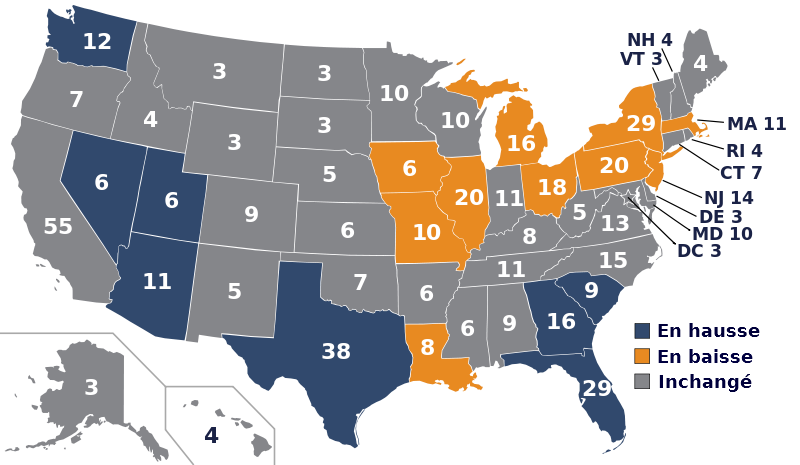
Nombre de grands électeurs par État pour les élections présidentielles américaines de 2012, 2016 et 2020.

Nombre de grands électeurs par État pour les élections présidentielles américaines de 2004 et 2008.

Le collège électoral des États-Unis est l'ensemble des grands électeurs, formé tous les quatre ans dans le seul but d'élire le président et le vice-président des États-Unis, qui ne dépend donc pas de qui a eu le plus de voix dans le vote populaire américain.
Le collège électoral compte 538 grands électeurs, nombre resté stable depuis des décennies, soit autant que de membres du congrès plus trois grands électeurs pour le district de Columbia.
Ce système a permis à deux présidents d'être élus au XXIe siècle sans avoir gagné le vote populaire, scénario qui ne s'était jamais produit au siècle précédent.
La présidentielle américaine est une élection au scrutin indirect : les citoyens votent pour des grands électeurs qui seront chargés d'élire le président et le vice-président. Chaque État dispose d'un certain nombre de ces grands électeurs, lesquels — à deux exceptions près — sont intégralement attribués à la paire de candidats président/vice-président qui y a remporté le plus de voix. 
Ces grands électeurs se réunissent ensuite dans la capitale de leur État respectif pour élire le président et le vice-président ; mis à part en de très rares occasions, ils votent en faveur de la paire de candidats pour laquelle ils ont été élus.

## Histoire

### Création
En 1787, à la convention de Philadelphie, le texte servant de base aux discussions, le plan de Virginie, préconisait l'élection de l'exécutif par le législatif, sans recourir donc à un scrutin au suffrage universel, qu'il soit direct ou indirect, pour sa désignation. Les délégués d'une majorité d'États étaient d'accord avec ce mode d'élection. 
Cependant, un comité formé pour régler certains détails, qui incluaient le mode d'élection du président, recommanda plutôt son élection par un groupe de gens répartis parmi les États de la même façon que leurs représentants au Congrès, mais choisis par les États « selon la manière que leur législature décidera ».
Cette recommandation venait alors que la formule venait d'en être résolue après de longs débats aboutissant au compromis du Connecticut et au compromis des trois-cinquièmes.
Selon Gouverneur Morris, membre de ce comité qui venait d'édicter cette recommandation, ce changement de point de vue provenait de la crainte d'« intrigues » si le président était choisi par un petit groupe d'hommes se réunissant régulièrement, ainsi que d'inquiétudes sur l'indépendance du président. 
Bien que certains délégués eussent préféré une élection populaire, la proposition du comité fut approuvée, avec seulement quelques modifications mineures.
Dans Le Fédéraliste, James Madison expliquait que la constitution avait été conçue comme un mélange de gouvernement fédéral — basé sur les États — et national — basé sur la population. 
Dans cette optique, le Congrès posséderait deux chambres, l'une fédérale (le Sénat) et l'autre nationale (la Chambre des représentants).
Et le président serait lui élu par une combinaison des deux modes. Ce système date en effet du début du XIXe siècle, époque pendant laquelle le président était surtout une personnalité faisant fonction d’arbitre entre les États, qui à cette époque sont profondément divisés, avec des intérêts profondément contradictoires, en particulier sur l'esclavage. Les Etats de la Nouvelle-Angleterre sont proches culturellement et spirituellement de l'ancienne "maison-mère", l'Angleterre, où le mouvement abolitionniste est alors en plein essor, et l'esclavage est très peu répandu dans la Nouvelle-Angleterre, alors qu'il est en plein essor dans les Etats du Sud-est.
Le président élu par un mode de conciliation entre Etats aura pour mission de réduire ces tensions entre Etats. Son pouvoir notamment en politique extérieure était bien moindre qu’actuellement.

### Origine du nom
Le terme « collège électoral » ne figurait pas dans la Constitution des États-Unis et ce n'est qu'au début du XIXe siècle qu'il est entré dans l'usage pour désigner le groupe de citoyens se réunissant pour élire le président et le vice-président. Sa première mention dans une loi fédérale date de 1845 ; il est désormais inscrit dans les amendements à la constitution sous le nom de « college of electors ».

### Amendement
La Constitution des États-Unis mentionne le collège électoral dans son article II, section 1. La clause 3 de cette section définit la façon dont le président et le vice-président étaient initialement choisis. Chaque grand électeur votait alors pour deux personnes comme président (actuellement, un grand électeur vote pour une personne comme président et une autre comme vice-président, séparément). Le candidat ayant reçu le plus de voix était élu président. Le second candidat le mieux placé était élu vice-président.
L'apparition de partis politiques compliqua les élections de 1796 et de 1800. En 1796, le vainqueur de l'élection fut John Adams, membre du Parti fédéraliste ; le candidat ayant reçu le plus de voix après lui (et donc le nouveau vice-président) était Thomas Jefferson, membre du Parti républicain-démocrate et de l'opposition.
En 1800, les candidats du Parti démocrate-républicain (Jefferson comme président et Aaron Burr comme vice-président) arrivèrent ex æquo en tête. Cependant, les votes du collège électoral ne désignant exclusivement que le président, les voix recueillies par Burr l'élisaient techniquement comme président, bien qu'il fût le deuxième choix de son parti. Jefferson étant particulièrement détesté par les membres du Parti fédéraliste au Congrès, ceux-ci tentèrent d'élire Burr comme président. Le Congrès se trouva dans une impasse pendant 35 votes successifs, aucun candidat ne recevant la majorité nécessaire à son élection. Le problème ne fut résolu qu'au 36e vote lorsque le leader du Parti fédéraliste, Alexander Hamilton, révéla sa préférence pour Jefferson.
En conséquence, le Congrès proposa le 12e amendement, qui requiert que les grands électeurs votent séparément pour le président et le vice-président, en remplacement du système décrit dans la Constitution. L'amendement fut proposé en 1803 et adopté en 1804.

## Mécanisme

### Généralités
L'élection du président et du vice-président des États-Unis est indirecte. La théorie constitutionnelle veut que, tandis que la Chambre des représentants américains est élue suivant cette logique d'expérience de vie requise, le président et le vice-président soient élus pour former l'exécutif d'une fédération d'États.
Le mode de désignation des grands électeurs est déterminé par chaque État. Actuellement, tous les États utilisent le vote populaire à cet effet. Ainsi, le jour de l'élection présidentielle, même si les bulletins de vote portent les noms de candidats à la présidence ou à la vice-présidence, les votants élisent en fait des grands électeurs. Une fois déterminés, ces grands électeurs votent pour l'élection du président et du vice-président.
Un candidat doit recevoir la majorité absolue des votes du collège électoral (270 voix depuis 1964, soit la moitié plus un des 538 grands électeurs) pour être élu. Si aucun candidat ne recueille la majorité absolue des suffrages, la chambre des représentants se charge de l’élection.
Le mécanisme électoral original est décrit dans l'article II, section 1, clause 3, de la Constitution des États-Unis ; le 12e amendement à cette constitution en a révisé quelques principes. Actuellement, l'élection est administrée par la National Archives and Records Administration, par l'intermédiaire de l'Office of the Federal Register.

### Répartition des grands électeurs

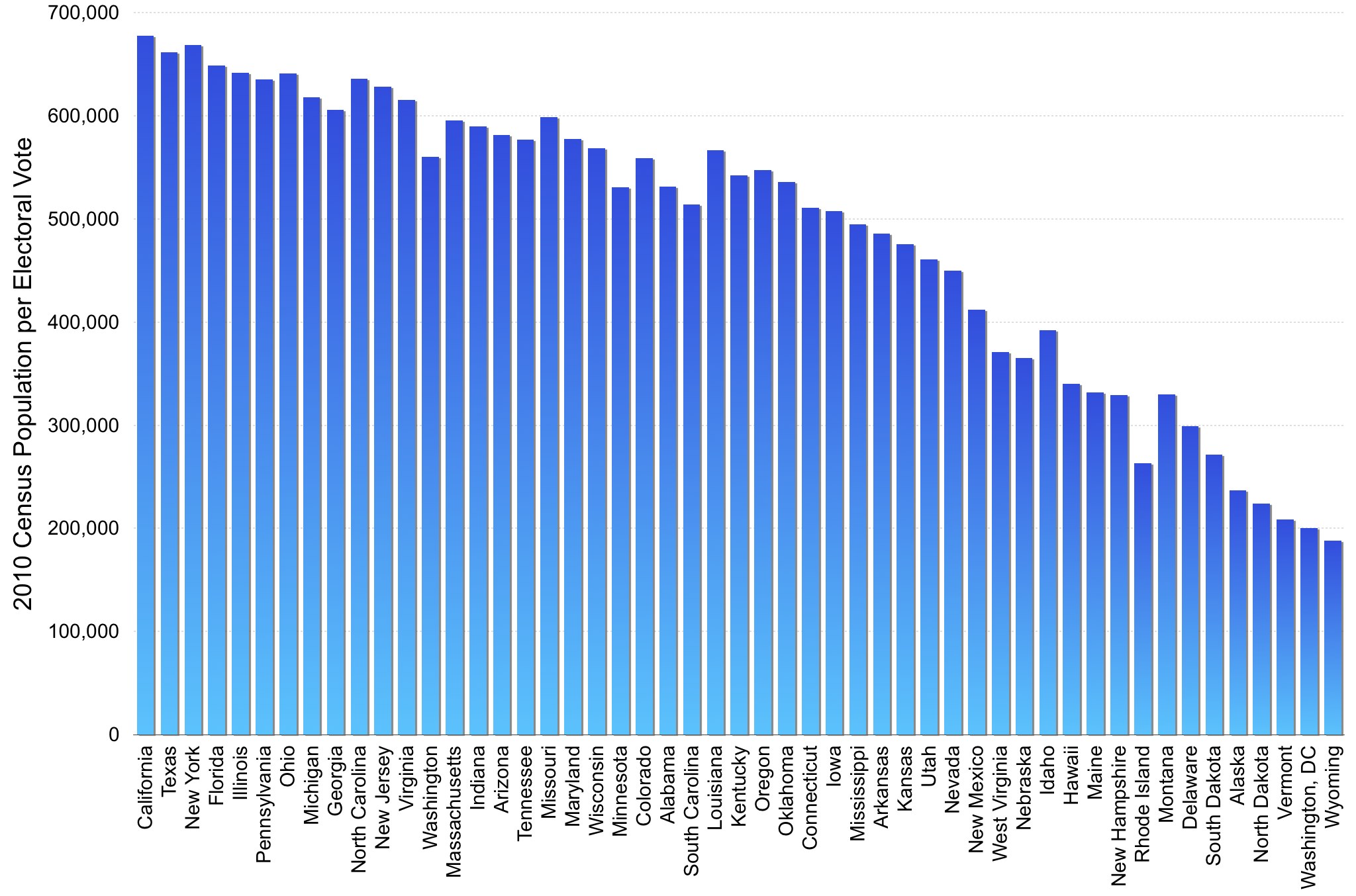
Population par grand électeur, pour chaque État (recensement de 2010).

La taille du collège électoral est égale à celle des deux chambres du Congrès (en 2008, 435 représentants et 100 sénateurs), plus trois électeurs alloués au district de Columbia (Washington DC). En 2016, il comptait donc 538 grands électeurs. Ce nombre a peu évolué dans le temps.
Chaque État reçoit autant de grands électeurs qu'il possède de représentants et de sénateurs au Congrès. Tous les États possèdent deux sénateurs et au moins un représentant, le nombre total des représentants dépendant de la population de l'État : ils possèdent donc au minimum trois grands électeurs. En 2016, les six États possédant le plus de grands électeurs sont la Californie (55), le Texas (38), New York (29), la Floride (29), la Pennsylvanie (20) et l'Illinois (20). Les sept États les moins peuplés — l'Alaska, le Dakota du Nord, le Dakota du Sud, le Delaware, le Montana, le Vermont et le Wyoming — en ont trois.
Depuis l'adoption du 23e amendement, le district de Columbia reçoit a priori autant de grands électeurs qu'il en aurait s'il était un État, mais ne peut cependant pas en recevoir plus que l'État le moins peuplé de l'Union. Selon le recensement de 2010, cet État est le Wyoming et possède trois électeurs ; le district de Columbia ne peut donc pas recevoir plus de trois grands électeurs. Néanmoins, cette limite ne change rien, car la population du district de Columbia ne lui permet de toute façon pas de prétendre à plus de trois grands électeurs.
Le 23e amendement n'attribue de grands électeurs qu'au seul district de Columbia, en plus des États membres de l'Union. Les autres territoires des États-Unis (Porto Rico, Guam, etc.) ne participent donc pas à l'élection présidentielle.
Lors de certaines élections, le système électoral américain donne un poids plus important aux électeurs des États ruraux généralement conservateurs comparé à leur part de la population nationale. Dans le cas de l’élection de 2016 cependant, des États densément peuplés comme la Floride ou la Pennsylvanie s'étant prononcés pour Donald Trump, cette surreprésentation des États ruraux est d'une importance moindre.

### Choix des grands électeurs

#### Candidats
Les candidats comme grands électeurs sont nommés par les partis politiques des différents États dans les mois qui précèdent le jour de l'élection. La constitution américaine autorise chaque État à choisir son propre système de nomination. Dans certains États, les candidats sont déterminés lors de primaires. D'autres États, comme l'Oklahoma, la Virginie ou la Caroline du Nord, nomment les candidats lors des conventions de parti. En Pennsylvanie, les comités de campagne de chacun des candidats à la présidence désignent les candidats grands électeurs. Tous les États exigent que les noms de tous les candidats soient transmis au secrétaire d'État de l'État (ou le poste équivalent) au moins un mois avant l'élection.

#### Élection
La date de l'élection est légalement fixée au mardi suivant le premier lundi de novembre, l'Election Day. Les grands électeurs affiliés à un candidat particulier sont formellement choisis par élection populaire ce jour-là. Il ne s'agit alors que d'élire le collège électoral : l'élection du président n'a pas lieu à cette date.
48 États utilisent la méthode du winner-takes-all (« le vainqueur prend tout ») qui attribue en bloc l'intégralité de leurs grands électeurs au candidat ayant reçu la majorité des suffrages. Le Maine et le Nebraska choisissent eux un électeur dans chaque district congressionnel sur la base du vote populaire local, puis sélectionnent les deux derniers électeurs à partir des votes sur l'ensemble de l'État. Cette méthode a été utilisée dans le Maine depuis 1972 et dans le Nebraska depuis 1992.

### Disqualification d'électeurs
Selon la constitution, aucun officiel fédéral — élu ou nommé — ne peut devenir grand électeur. En outre, selon le 14e amendement, aucune personne ayant juré de soutenir cette constitution, mais s'étant par la suite rebellée contre les États-Unis, ne peut intégrer le collège électoral. Cette interdiction peut toutefois être levée par un vote des deux tiers de chaque chambre du Congrès.

### Réunions des grands électeurs

#### Déroulement de l'élection

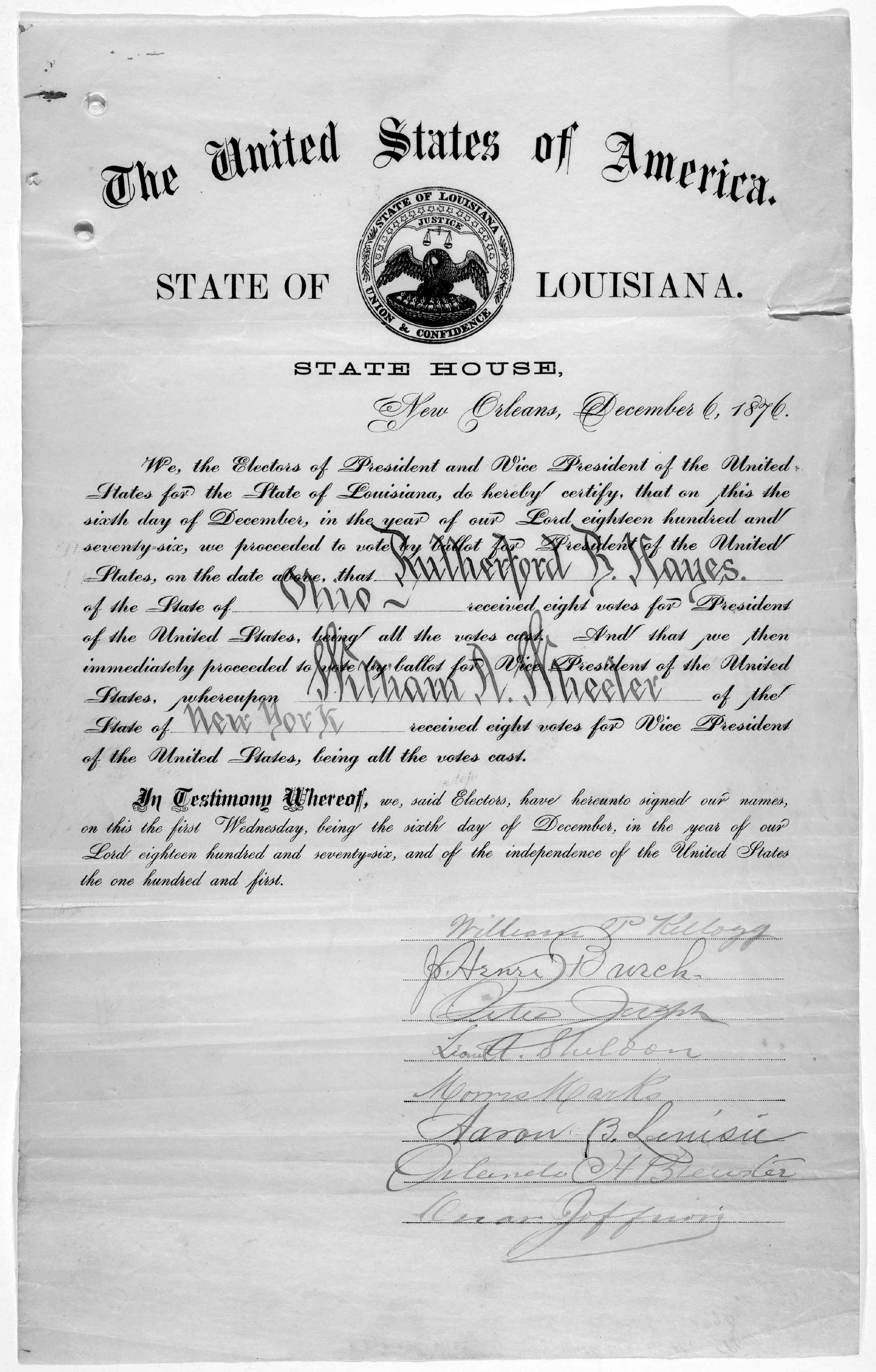
Certificat du vote électoral de Rutherford B. Hayes et William A. Wheeler pour l'État de la Louisiane, lors de l'élection de 1876.

Le collège électoral ne se réunit jamais comme un organisme unique. Les grands électeurs se réunissent dans la capitale de leur État respectif. Dans le cas du district de Columbia, c'est à l'intérieur du district. La réunion a lieu le premier lundi qui suit le deuxième mercredi de décembre. Ils votent séparément pour le président et le vice-président.
Les procédures varient légèrement d'un État à l'autre, mais les grands électeurs suivent en général une succession d'étapes similaires, et le Congrès est constitutionnellement autorisé à réguler ces procédures. La réunion débute par l'élection de l'officiel de certification — souvent le secrétaire d'État local —, lequel lit le certificate of ascertainment. Ce document présente ceux qui ont été choisis pour voter. Les présents répondent à l'appel, puis remplissent les absences parmi leur nombre[pas clair]. On sélectionne ensuite le président de la réunion, ainsi parfois qu'un vice-président. Les électeurs choisissent parfois un secrétaire — éventuellement hors du collège électoral — pour tenir le compte-rendu de la réunion.
Lorsque le moment de l'élection arrive, les électeurs choisissent une ou deux personnes comme assesseurs. Certains États demandent à ce qu'un candidat à la présidentielle soit nommé pour recevoir les votes. Chaque électeur produit un bulletin portant le nom d'un candidat à la présidence. Dans le New Jersey, les électeurs vérifient le nom du candidat sur un carton pré-imprimé ; en Caroline du Nord, ils écrivent le nom du candidat sur un papier blanc. Les assesseurs comptent les votes et annoncent les résultats. Le schéma est ensuite reproduit pour le vote du vice-président, qui suit un procédé similaire.
Après le vote, les électeurs complètent le certificat de vote. Ce document stipule le nombre de votes pour les postes de président et de vice-président, et quel candidat a reçu ces votes. Cinq copies sont complétées et signées par chaque électeur. Une copie est transmise au président du Sénat des États-Unis par courrier. Il existe une date limite pour certifier l'élection, début décembre, la « safe harbor provision ». Ce fut un point central pour l'arrêt Bush v. Gore.
Un membre du bureau de l'actuel vice-président des États-Unis (agissant ainsi dans son rôle de président du Sénat) recueille les certificats au fil de leur arrivée et les place par ordre alphabétique dans deux boîtes en acajou spécialement dédiées. La première boîte recueille les certificats des États de l'Alabama au Missouri (ainsi que du district de Columbia), la deuxième ceux du Montana au Wyoming.

#### Électeurs déloyaux
Un électeur infidèle (faithless elector) est un électeur qui vote pour un autre candidat que celui pour lequel il a été élu ou qui refuse de voter pour un quelconque candidat. Le fait s'est produit à 158 reprises dans l'histoire des États-Unis. Dans 71 cas, les votes furent modifiés car le candidat originel était mort avant que l'électeur n'ait pu voter pour lui. Deux électeurs se sont abstenus de voter pour un quelconque candidat. Les 85 autres votes furent modifiés dans l'intérêt de l'électeur, ou peut-être par accident. De façon générale, les électeurs infidèles agissent seuls. Cependant, pendant l'élection de 1836, 23 électeurs de Virginie changèrent de votes d'un bloc. Cette année-là, le candidat à la vice-présidence, Richard Johnson, accompagnant le président Martin Van Buren, ne reçut pas la majorité absolue des voix du collège électoral et ne fut élu que par le Sénat, en 1837.
Vingt-quatre États possèdent des lois qui répriment les électeurs infidèles ; certains, comme le Michigan, ont même le pouvoir d'annuler leur vote. Bien qu'aucun électeur n'ait jamais été condamné, la constitutionnalité de ces lois a été contestée devant la Cour suprême en 1952 (Ray v. Blair (en)). La cour a jugé en faveur du droit des États à exiger que les grands électeurs votent pour le candidat pour lequel ils ont été élus. En 2020, la Cour suprême rend sa décision Chiafalo v. Washington qui permet aux Etats d'établir des sanctions pour les électeurs infidèles. 
Les grands électeurs étant normalement choisis par les partis politiques ou les candidats à la présidence eux-mêmes, ils font souvent preuve d'une grande loyauté et un électeur infidèle risque plus une exclusion politique que des poursuites judiciaires.
À deux reprises, un candidat est mort entre la sélection des grands électeurs en novembre et le vote du collège électoral en décembre. En 1872, le candidat démocrate Horace Greeley est mort avant la réunion du collège électoral ; les grands électeurs qui auraient dû voter pour lui, répartirent leurs voix sur plusieurs candidats, y compris trois suffrages pour feu Greeley. Le candidat républicain, le président sortant Ulysses S. Grant, ayant déjà remporté la majorité absolue des suffrages, il n'y eut aucune pression pour se mettre d'accord sur un candidat de remplacement. De façon similaire, en 1912, les républicains choisirent le président sortant, William Howard Taft, et son vice-président James Sherman ; Sherman mourut peu avant l'élection, trop tard pour qu'il soit possible de changer les noms sur les bulletins. Ce couple de candidats termina troisième, derrière les démocrates (Woodrow Wilson) et les progressistes (Theodore Roosevelt), et les huit votes que Sherman aurait reçus furent attribués à Nicholas Butler.
Jusqu'à présent, aucun électeur infidèle n'a modifié le résultat d'une élection.

### Réunion du Congrès

#### Ouverture des certificats électoraux
Le Douzième amendement de la Constitution impose la tenue d'une session conjointe du Congrès lors de laquelle tous les certificats sont ouverts et les votes comptés. En outre, la loi fédérale prévoit que cette session doit avoir lieu le 6 janvier de l'année qui suit immédiatement la réunion des grands électeurs.
La session s'ouvre à 13 h dans la chambre des représentants. Le vice-président en exercice est tenu de présider, mais la procédure a parfois été dirigée par le Président pro tempore du Sénat. Les deux boîtes contenant les certificats de vote sont apportées devant les membres du Congrès et chaque chambre nomme deux assesseurs pour compter les voix. Les parties pertinentes de chaque certificat sont lues pour chaque État, dans l'ordre alphabétique. Si aucune objection n'est soulevée, le résultat de l'élection est déclaré ainsi que, si la chose est possible, les personnes élues président et vice-président. Les sénateurs quittent ensuite la chambre. Il est déclaré que cette procédure est honorifique, protocolaire, et que le résultat ne peut être modifié. Lors de l'élection de 2020, ce fut pendant cette séance de certification que le président sortant Donald Trump suscita l'insurrection du Capitole contre le Congrès.

#### Élection éventuelle du président par la Chambre
Si aucun candidat à la présidence ne recueille la majorité absolue des suffrages (270 en 2020), la Chambre des représentants se réunit immédiatement en session pour élire le président.
Dans ce cas, les représentants ne peuvent choisir que parmi les trois candidats ayant reçu le plus de suffrages. Chaque délégation d'État dispose d'un seul vote, décidé à la majorité (on considère qu'une délégation parfaitement divisée s'abstient de voter). En outre, les délégations d'au moins deux tiers de tous les États doivent être présentes pour que le vote puisse avoir lieu. Pour être élu, un candidat doit recevoir la majorité absolue des votes des États (actuellement, 26). Si aucune majorité n'est atteinte, la chambre procède à un deuxième vote et continue jusqu'à ce qu'un candidat soit élu.
Une telle situation a plus de chances de se produire quand plus de deux candidats reçoivent des suffrages de grands électeurs, mais peut également se produire si deux candidats reçoivent chacun 269 voix. À ce jour[Quand ?], la Chambre des représentants a élu le président en deux occasions : en 1801 et en 1825.

#### Élection éventuelle du vice-président par le Sénat
Si aucun candidat à la vice-présidence ne recueille la majorité absolue des suffrages (270 en 2020), le Sénat se réunit immédiatement en session pour élire le vice-président.
À la différence de la Chambre des représentants, le Sénat est limité aux deux candidats ayant reçu le plus de suffrages. Ils votent de façon ordinaire : chaque sénateur apporte une voix, les délégations d'État n'entrant pas en jeu puisqu'ils sont représentés par deux sénateurs chacun. Les deux tiers d'entre eux doivent être présents.
À ce jour[Quand ?], le Sénat n'a désigné le vice-président qu'une seule fois, en 1837.
Les grands électeurs d'un État ne peuvent pas voter simultanément pour un candidat à la présidence et pour un candidat à la vice-présidence issus du même État qu'eux. Un des deux candidats doit être issu d'un autre État. Cette clause a conduit Dick Cheney initialement inscrit comme électeur au Texas comme George Bush à se réinscrire au Wyoming avant l'élection présidentielle de 2000. Au vu du résultat serré de l'élection et du nombre important de grands électeurs au Texas, cela aurait pu conduire à l'élection d'un vice-président démocrate.

#### Blocage éventuel
Si la Chambre des représentants n'a pas choisi de président pour son investiture (à midi le 20 janvier), le vice-président élu agit comme président jusqu'à ce que la chambre en élise un. Si le vainqueur de l'élection vice-présidentielle n'est pas connu à ce moment, le speaker de la Chambre des représentants agit comme président jusqu'à l'élection d'un président ou d'un vice-président.

## Méthodes de désignation alternatives

### Généralités
Le système de sélection actuel est appelé le « bulletin court ». Dans tous les États, les électeurs choisissent parmi plusieurs listes de candidats au collège électoral. Seuls quelques États indiquent les noms des grands électeurs sur les bulletins.
Au début du XXe siècle, la méthode de désignation la plus commune était le « ticket général ». Les électeurs choisissaient des bulletins pour chacune des personnes candidates comme grand électeur. Dans des États comportant un grand nombre de grands électeurs, comme New York, la procédure pouvait devenir complexe. Le bulletin court fut adopté par les différents États au fil du temps : la Caroline du Nord et l'Ohio dès 1932, l'Alabama après 1960.

### Nomination par la législature d'État
Par le passé, les grands électeurs ont pu être désignés par la législature des États, plutôt que par leur population. Cette méthode était utilisée par la majorité des États en 1792 et en 1800, et par la moitié en 1812. Avant 1824, à chaque élection, au moins un quart des États avaient utilisé la voie législative pour désigner leurs grands électeurs. D'ailleurs, en 1824, lorsque Andrew Jackson accusa John Quincy Adams et Henry Clay de corruption parce qu'il n'avait pas remporté la présidence en dépit d'avoir la majorité du vote populaire et des grands électeurs, un quart des États (6 sur 24) n'avait tenu aucune élection au suffrage universel. En 1828, seuls le Delaware et la Caroline du Sud continuèrent à utiliser la méthode législative. Le Delaware ne la reconduisit pas en 1832. La Caroline du Sud la perpétua jusqu'à sa sécession, en décembre 1860.
Par la suite, la méthode législative fut utilisée à trois reprises. En 1864, le Nevada n'étant devenu un État que quelques jours auparavant, n'eut pas d'autre choix que de l'employer. En 1868, la Floride — nouvellement reconstruite après la guerre de Sécession — fut réintroduite trop tardivement pour organiser des élections. Enfin, en 1876, le Colorado, nouvellement admis dans l'Union, choisit la voie législative par manque de temps et d'argent. La méthode fut également envisagée en 2000 : si le recompte des bulletins s'était poursuivi, la législature de Floride était prête à nommer la liste des grands électeurs républicains plutôt que de ne pas respecter la date limite fédérale pour le choix de ceux-ci.
La Constitution des États-Unis autorise les législatures d'État à décider des grands électeurs, une méthode plus facile et moins coûteuse que de créer un cadre légal pour tenir des élections. D'ailleurs, depuis la guerre de Sécession, la voie législative ne fut employée que par manque de temps ou de moyens. De plus, la méthode conduit plus facilement à des impasses : en 1789, l'État de New York fut incapable de se mettre d'accord et ne put nommer aucun grand électeur. Après les contentieux de l'élection de 2020, une loi du Congrès en 2022 indique que la loi fédérale s'applique toujours et que les législatures d'État n'ont pas le pouvoir de décider des grands électeurs.

### Districts électoraux
Une autre méthode consiste à diviser un État en districts électoraux et à laisser les électeurs de chaque district choisir un grand électeur unique. Les membres de la Chambre des représentants sont désignés de cette façon, mais les districts des élections présidentielles ne peuvent correspondre aux districts congressionnels, dans la mesure où tout État possède deux grands électeurs de plus que de représentants.
La méthode fut utilisée par les États suivants (années entre parenthèses) :
- Caroline du Nord (1796, 1800, 1804, 1808)
- Illinois (1820, 1824)
- Kentucky (1792, 1796, 1800, 1804, 1808, 1812, 1816, 1820, 1824)
- Maryland (1796, 1800, 1804, 1808, 1812, 1816, 1820, 1824, 1828, 1832)
- Michigan (1892)
- Missouri (1824)
- Tennessee (1804, 1808, 1812, 1816, 1820, 1824, 1828)
- Virginie (1789, 1792, 1796)

### Méthode des districts
La méthode des districts (également nommée « méthode Maine-Nebraska ») consiste à élire un grand électeur par district congressionnel, les deux derniers étant sélectionnés sur la base des suffrages exprimés dans l'intégralité de l'État. En théorie, cette méthode permet à un État de nommer une délégation de grands électeurs partagée sur plusieurs candidats. Le Maine et le Nebraska utilisent actuellement cette méthode.
La méthode des districts fut utilisée pour la première fois par le Massachusetts en 1804, 1812 et 1820. Après sa sécession du Massachusetts, le Maine continua à l'utiliser jusqu'en 1828. Il la réutilise depuis 1972. Le Nebraska l'emploie depuis 1992.

### New York, 1828
En 1828, l'État de New York utilisa une variante de la méthode des districts. De façon similaire, les électeurs de chaque district congressionnel choisirent un seul grand électeur. Ensuite, ces grands électeurs choisirent les deux grands électeurs restants. La délégation de New York se divisa en 20 grands électeurs pour Andrew Jackson et 16 pour John Quincy Adams.

## Critiques
Généralement, la paire de candidats qui obtient le plus de voix au niveau national obtient le soutien du plus grand nombre de grands électeurs, mais la mécanique électorale ne le garantit pas forcément. Il y a eu cinq exceptions, en 1824, 1876, 1888, 2000 et en 2016, où le collège électoral n'a pas élu le candidat ayant recueilli le plus de suffrages populaires (et même la majorité absolue en 1876). Un autre effet du collège électoral est que l'élection se centre sur les swing states, la dizaine d'États indécis qui peuvent faire basculer le rapport de force, les États « sûrs » et peuplés comme la Californie, New York ou le Texas sont dépourvus d'enjeux et donc ignorés.
La règle définissant le nombre de grands électeurs introduit également un biais : celui-ci étant égal au nombre de représentants (proportionnel à la population de l'État) plus 2 (le nombre de sénateurs pour tous les États), cet accroissement correspond à une augmentation du nombre de grands électeurs de 66% dans les États les moins peuplés, passant de 1 à 3 pour l'Alaska ou le Wyoming, alors qu'elle ne représente qu'une augmentation de 3,7% (en 2024) pour la Californie (pour passer de 52 à 54). Cette règle revient à surreprésenter les États ruraux peu peuplés dans le collège des grands électeurs ; or, la majorité de ces États votent traditionnellement républicain. Jusqu'à 1964, cet effet était contrebalancé par le fait que la plupart des anciens États confédérés du sud ne votaient par principe jamais pour un candidat républicain (Abraham Lincoln, qui a mené la guerre de Sécession pour le camp fédéraliste, était républicain). La candidature de l'ultra-conservateur et ségrégationniste Barry Goldwater pour le parti républicain cette année-là a fait tomber cette défiance, et les anciens États confédérés votent désormais selon des tendances diverses. Il est donc depuis lors statistiquement plus probable que la majorité du collège des grands électeurs donne une majorité aux républicains alors qu'ils ne l'ont pas eu dans le vote populaire (ce qui est arrivé en 2000 et en 2016). L'inverse, en faveur du parti démocrate, est par contre beaucoup moins probable. 
La nature du processus électoral, ainsi que sa complexité, ont dès lors été critiquées par des détracteurs. Il fut proposé d'autres méthodes d'élection. La question est réapparue vivement en 2000, lorsque le candidat démocrate Al Gore a reçu la majorité des votes au niveau national (plus de 500 000 voix d'avance) mais n'a pas obtenu celle du collège électoral. D’où la signature d’un National Popular Vote Interstate Compact en 2006, mais qui n’a été approuvé pour le moment que par 12 États sur 50 (mars 2019). Le phénomène se produit à nouveau en 2016 avec une avance de l’ordre de trois millions de voix d'Hillary Clinton sur Donald Trump, pourtant élu. 
Certains candidats à l'investiture démocrate pour l'élection présidentielle de 2020, dont Elizabeth Warren, et Pete Buttigieg, sont favorables à la suppression du collège électoral, mettant en avant l'importance d'un scrutin direct basé sur le vote populaire, plutôt que le collège électoral. 
De façon similaire, les partisans du système actuel ont émis de nombreux arguments en sa faveur. La raison d'être de ce processus est que le président est avant tout élu par les États ; les plus anciens de ces États (tels que le Delaware ou la Pennsylvanie) ayant une existence en tant qu'entité territoriale antérieure à la création du gouvernement fédéral, ils demeurent un échelon territorial puissant doté d'une identité forte.